# ミシガン・スタジアム
ミシガン・スタジアム（Michigan Stadium）は、アメリカ合衆国ミシガン州アナーバーにあるアメリカンフットボールスタジアム。ミシガン大学のチームであるミシガン・ウルヴァリンズの本拠地で、愛称はザ・ビッグ・ハウス（the Big House）。フェリー・フィールドに代わる新本拠地として1927年、95万ドルをかけて建設された。
現在の収容人数は107,601人と発表されている。試合開催時になると楽団やスタッフらを含め111,000人を上回る動員を記録することもあり。観客動員のスタジアム記録である2013年9月7日のノートルダム大学戦で記録した115,109人はNCAAカレッジフットボール史上二番目の記録でもある。尚、最多記録は2016年9月10日にブリストル・モーター・スピードウェイで行われたテネシー大学対バージニア工科大学のゲームで、観客動員数は156,990人だった。また2006年11月4日には200試合連続観客動員10万人以上を達成した。
2014年8月14日に行われた インターナショナル・チャンピオンズ・カップのマンチェスターU.対レアル・マドリードの一戦で記録した観客動員数109,318人は、全米で行われたサッカーの試合における最多観客動員の記録となっている。
アメリカ合衆国最大の収容人員を誇るスタジアムであり、アジアを除いた西洋最大のスタジアムである。他の競技場を含めても世界34位に相当する。また、当スタジアムの収容人数はアナーバー市の人口にも匹敵する。
カレッジフットボール以外に、ミシガン大学の卒業式の会場としても使用される。

## 歴史
ミシガン・スタジアムは土地を掘り下げた場所に建設されたため、地上から見ても上20段ほどのスタンドしか見えず、その巨大な全体像をつかむことはできない。スタジアムは最初は72,000人収容だったが、ミシガン大学アスレチック・ディレクターのフィールディング・ヨーストが建設に鋼鉄の基礎を用いたことで、客席の大規模な増設も可能になっていた。スタジアム完成当時、座席は全て木製だったが、1949年にアスレチック・ディレクターのフリッツ・クライスラーが金属製のものへ改装した。
ミシガン大学のラジオアナウンサーを37年間務めたボブ・ウーファーはミシガン・スタジアムを「ヨーストが掘り、クライスラーが建て、キャナムがカーペットを敷き、綿を収穫する季節になると毎週土曜日にシェンベクラーが満杯にするくぼみ」と表現した。シェンベクラーがウルヴァリンズのヘッドコーチに就いて7シーズン目となった1975年から、毎試合100,000人を越える観客がミシガン・スタジアムへ観戦に訪れるようになった。2006年11月4日のボールステート・カーディナルス（ボール州立大学）戦で、200試合連続で観客動員100,000人以上を記録した。
伝統的に、観客数を発表する際に場内アナウンスは「アメリカ合衆国の中でどこよりも多くの人がフットボールを観戦している場所にいること」に対して感謝の意を述べる。1996年にニーランド・スタジアム（テネシー州ノックスビル）が収容人数でミシガン・スタジアムを上回ったとき、このアナウンスはされなくなったが、2年後に座席を増設するとこのアナウンスも復活した。これだけ大きなスタジアムであっても、場内は比較的静かであるといわれている。
1927年から1968年まで、フィールドは天然芝だった。1969年に人工芝（TartanTurf ）に張り替えられたが、選手の関節に悪い影響を及ぼすために1991年に天然芝に戻された。しかしこちらも芝の根付きが悪いという問題をはらんでいた。このため2003年、より天然芝に近いタイプの人工芝（FieldTurf ）が導入された。
ミシガン大学は2006年11月17日、スタジアムの改修・拡張工事を承認した。座席の交換、座席間隔の拡張、通路の拡張と手すりの設置、83のラグジュアリー・ボックスの設置、記者席の増設などが計画されている。この計画で、収容人数は108,000人を越えるとみられる。この計画には学生・卒業生・ファンなどの一部から根強い反対の声も挙がっていた。
2010年12月11日にはミシガン州立大学とのアイスホッケー試合で史上最多の11万3411名を動員した。それまでの記録は同年5月にドイツで行われた世界選手権開幕戦の7万7803名だった。しかしその後の集計で104,173人と判定された。
2014年1月1日には前年にロックアウトの影響で開催延期となったNHLウィンター・クラシックが行われ、105,491人を動員。同年8月2日に行われたギネス国際チャンピオンズ杯のマンチェスター・U対R・マドリード戦では、直前に天然芝を敷いて試合を行い、アメリカサッカー史上最多の109,318人が観戦された。それまでの記録は1984年のロサンゼルスオリンピックサッカー決勝（ フランス対 ブラジル、ローズボウル）の101,799人であった。

## 画像

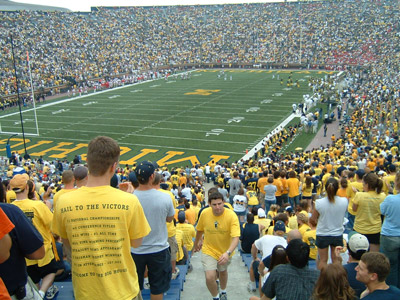
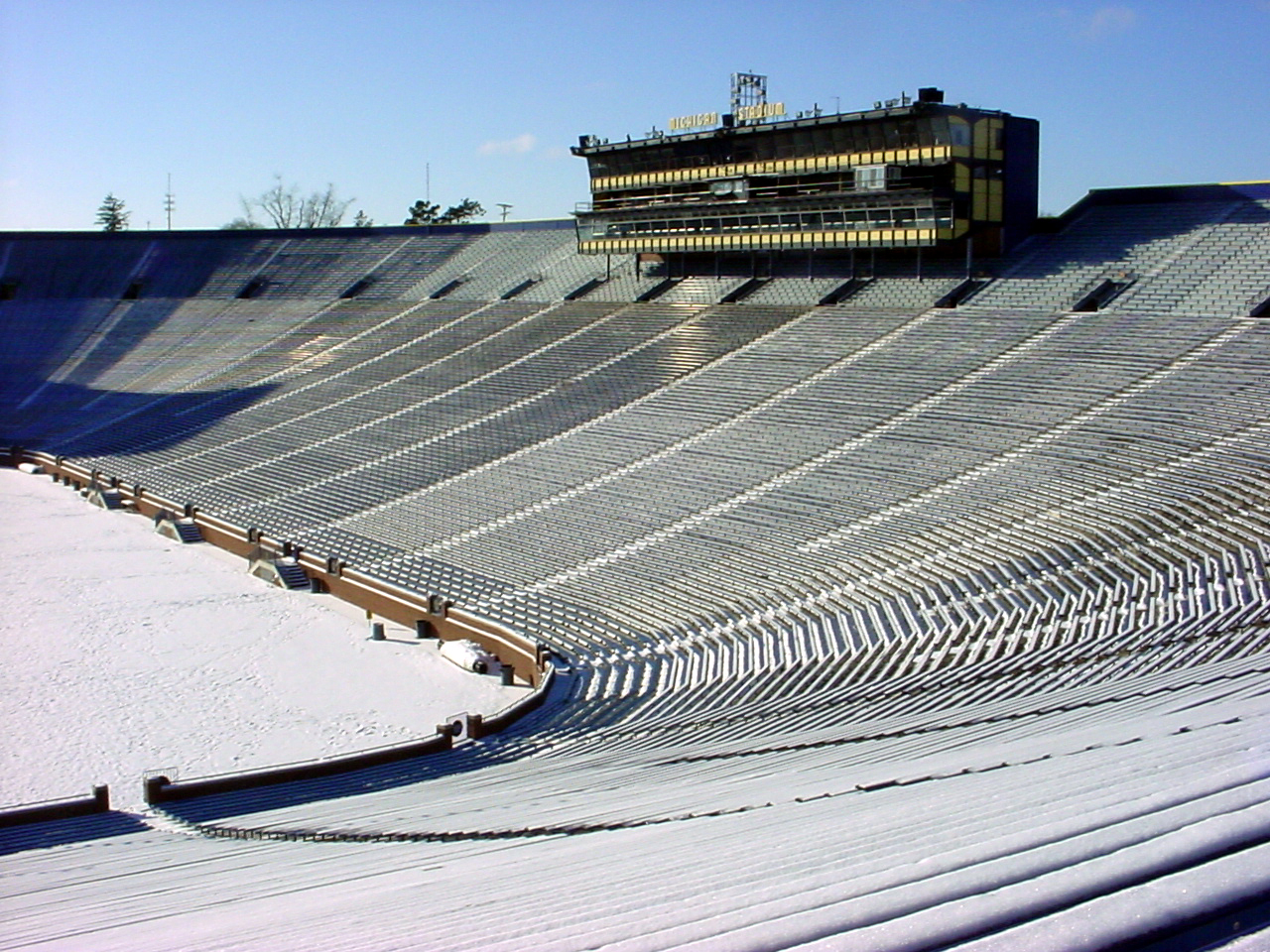
スタジアムに雪が積もった様子
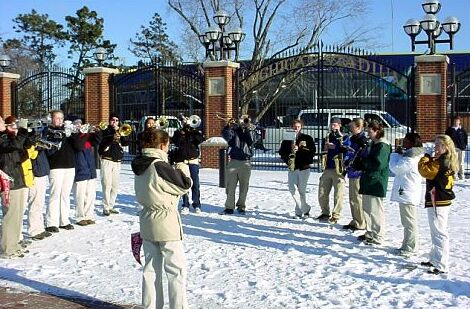
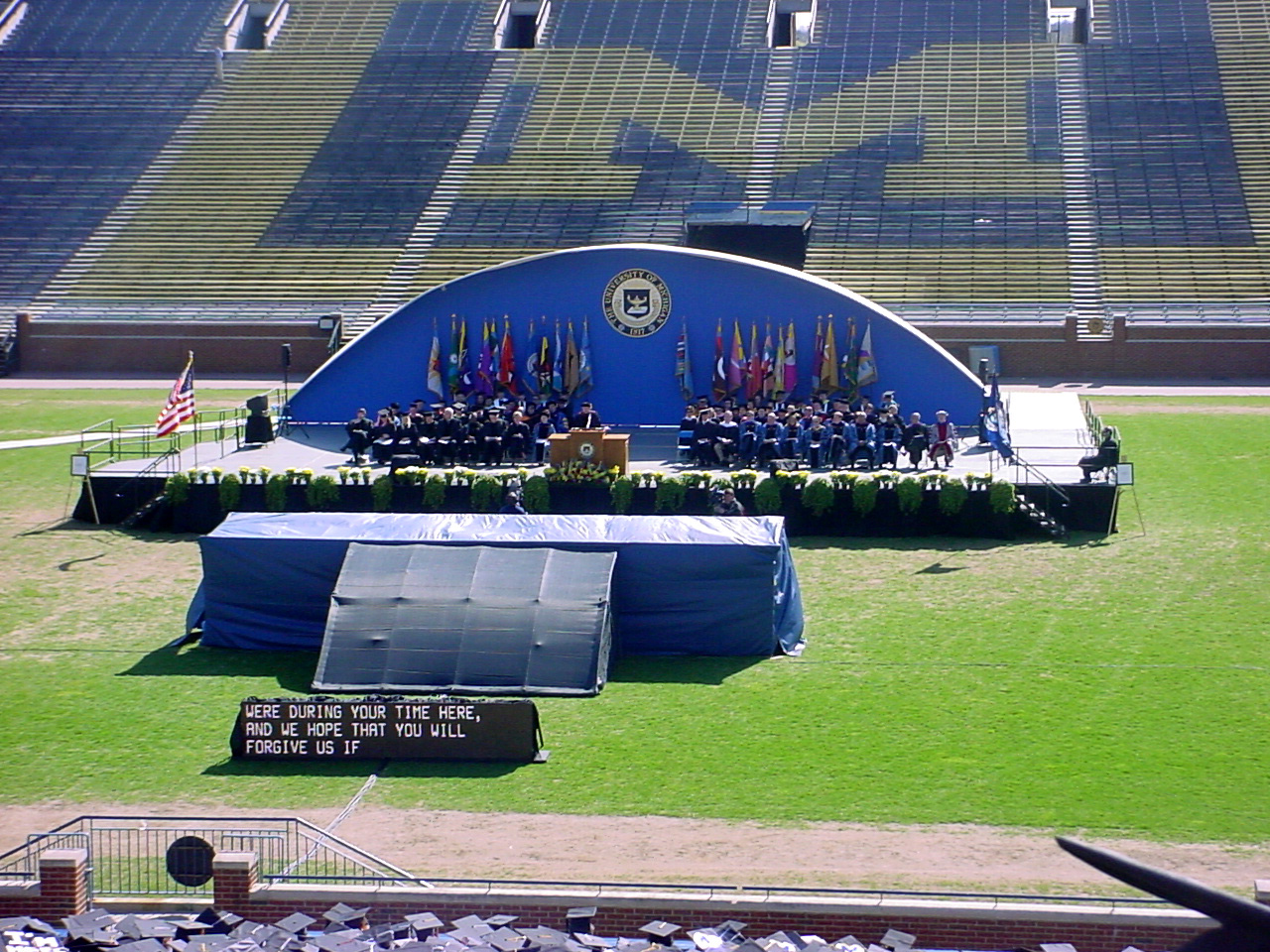
ミシガン大学の卒業式
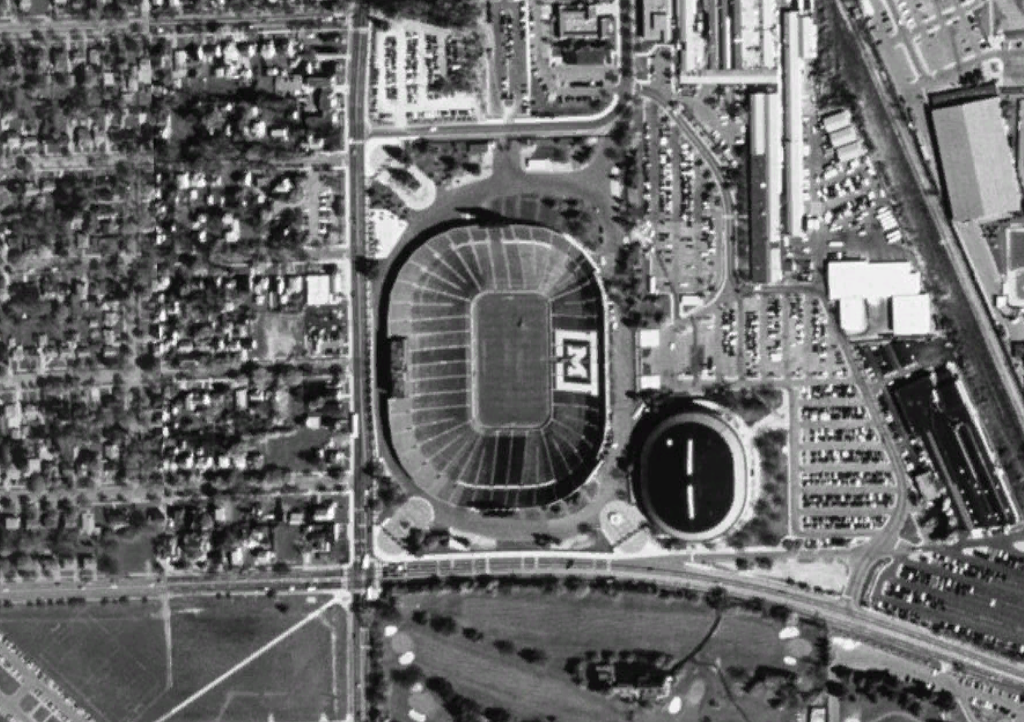
衛星写真